# 内在价值
在伦理学中，内在价值（intrinsic value）是任何事物本身有价值的一种属性。内在价值与工具价值(又称外在价值)相对，工具价值是任何事物的一种属性，其价值来自于与另一内在价值事物的关系。内在价值总是指对象"本身"或 "为其本身 "所具有的东西，是一种内在属性。具有内在价值的物体可以被视为目的，或者用康德的术语来说，可以被视为目的本身。